# Otgontenger
L'Otgontenger (en mongol Отгонтэнгэр, littéralement « ciel jeune ») est le point culminant des monts Khangaï en Mongolie. Il culmine à 4 008 mètres d'altitude. Il est situé dans la province de Zavkhan. C'est le seul sommet de cette chaîne à posséder un glacier. La face sud de l'Otgontenger est la plus grande falaise granitique de Mongolie.